# Evert (fartyg)

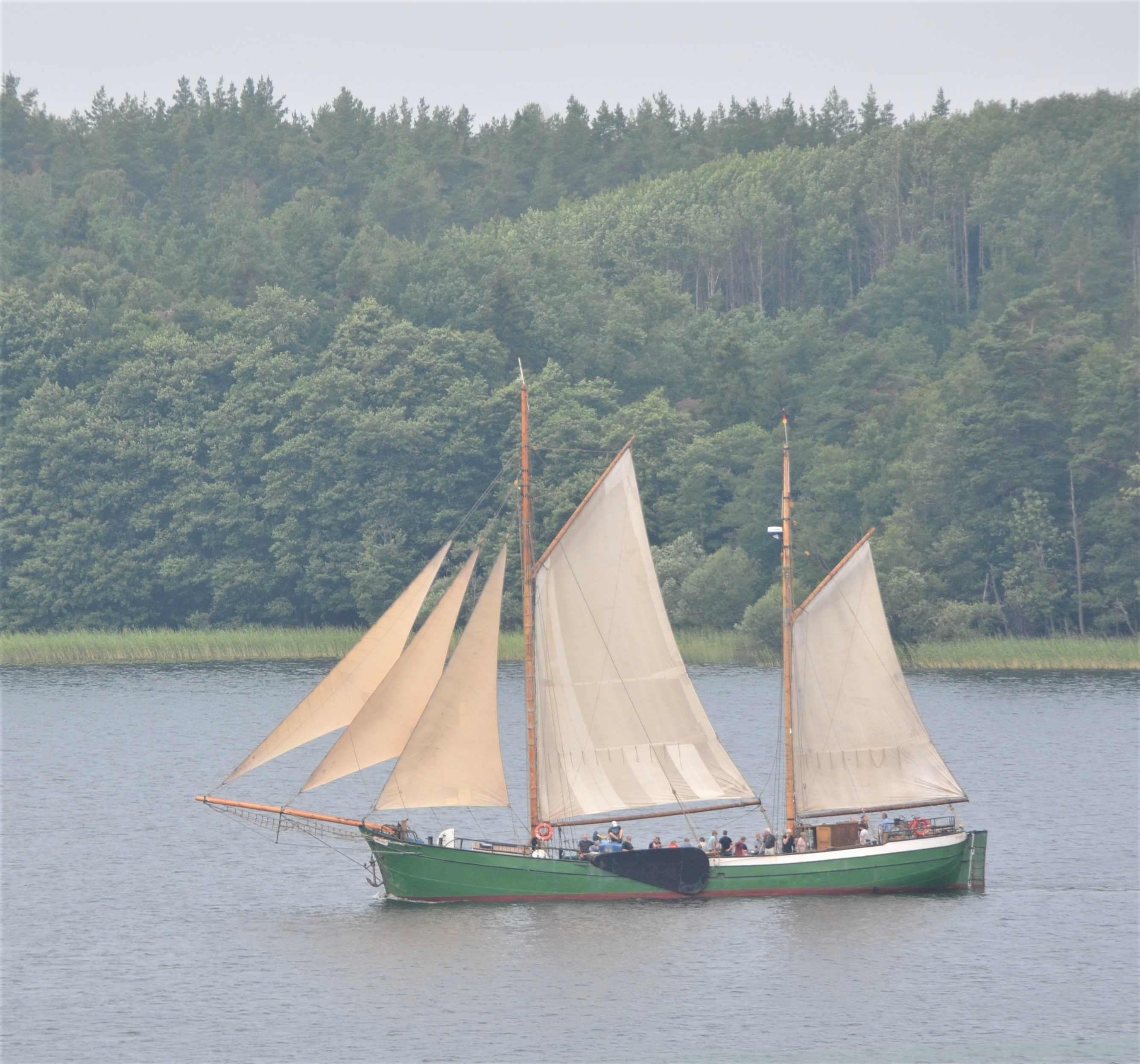
Tyska everten Petrine i Mälaren, 2023

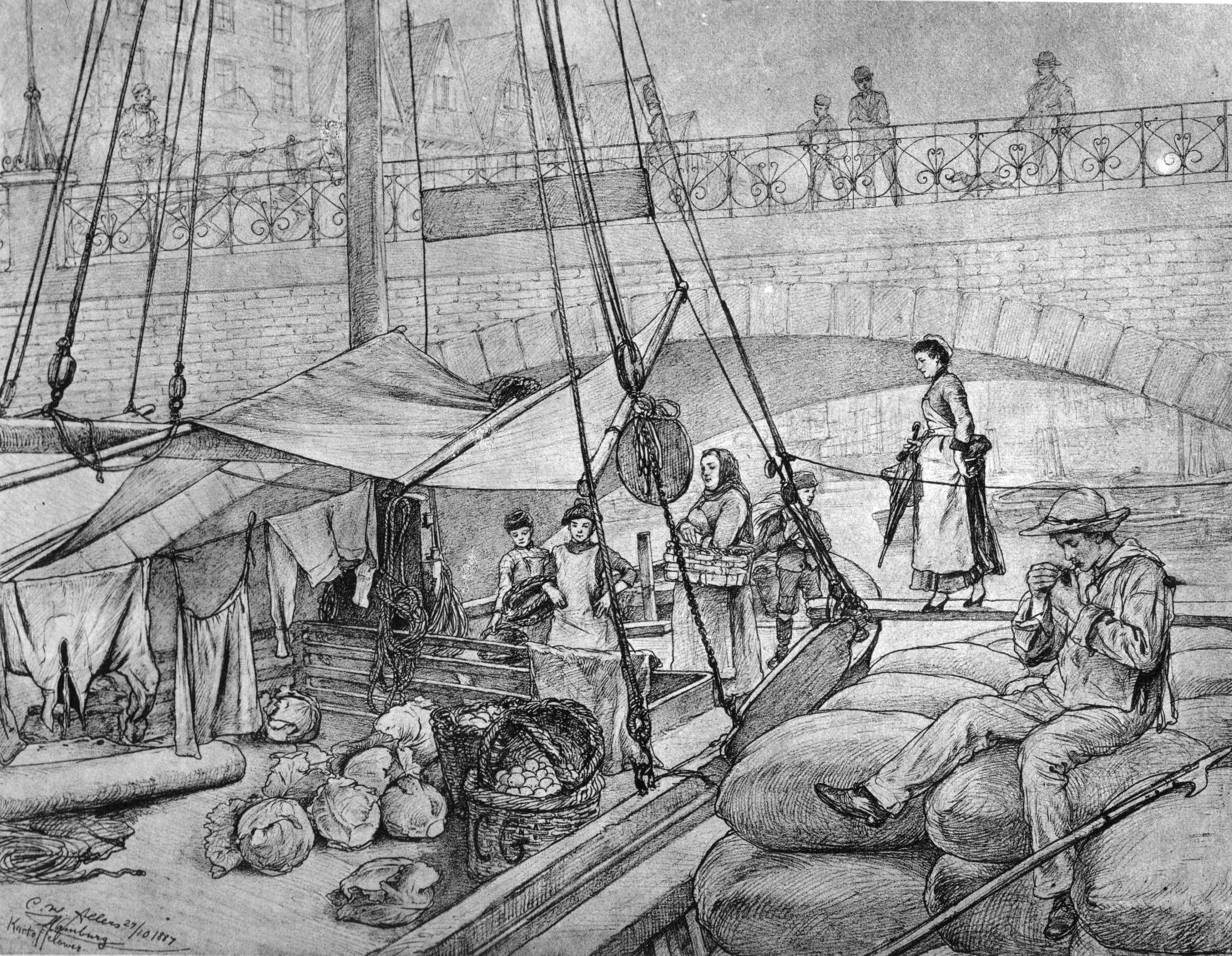
Potatisevertar i Hamburg, 1887

En evert (danska: evert, tyska: Ewer, plattyska: Ever) är ett flatbottnat segelfartyg, som ursprungligen kommer från Friesland och är konstruerat för flodfart och för seglats på Vadehavet. Ursprungligen saknade den köl, men är i stället utrustad med läbord. Namnet kommer från medelstidsnederländskans "envarer“, som syftade till att tidigare fartyg av denna typ kunde seglas av en man.
Everten har gaffelsegel och kan vara enmastad eller tvåmastad. Tvåmastade evertar har en aktre mesanmast, som är tydligt kortare än stormasten. De evertar som byggts i Nordtyskland är genomsnittligt 16 meter långa och fyra meter breda.
Från 1300-talet och fram till slutet av 1800-talet användes evertar för att transportera salt från Lüneburg till Lübeck och Hamburg via floden Ilmenau. Mer än 50 av dessa fartyg seglade på floden på 1500- och 1600-talen. De var 15 till 20 meter långa och kunde lasta upp till 20 ton. De var den mest använda fartygstypen i Tyskland på 1800-talet.

## Evertar i Danmark
- Rebekka af Fanø, som byggdes 1921 i Nordby på Fanø[1]
- Museifartyget Johanne Dan, som byggdes på Raun Bybergs Skibsbyggeri i Esbjerg 1972 som en kopia av den ursprungliga everten Johanne, som byggdes i Ribe 1867 för timmerhandlaren Jørgen Lauritzen.

## Bildgalleri

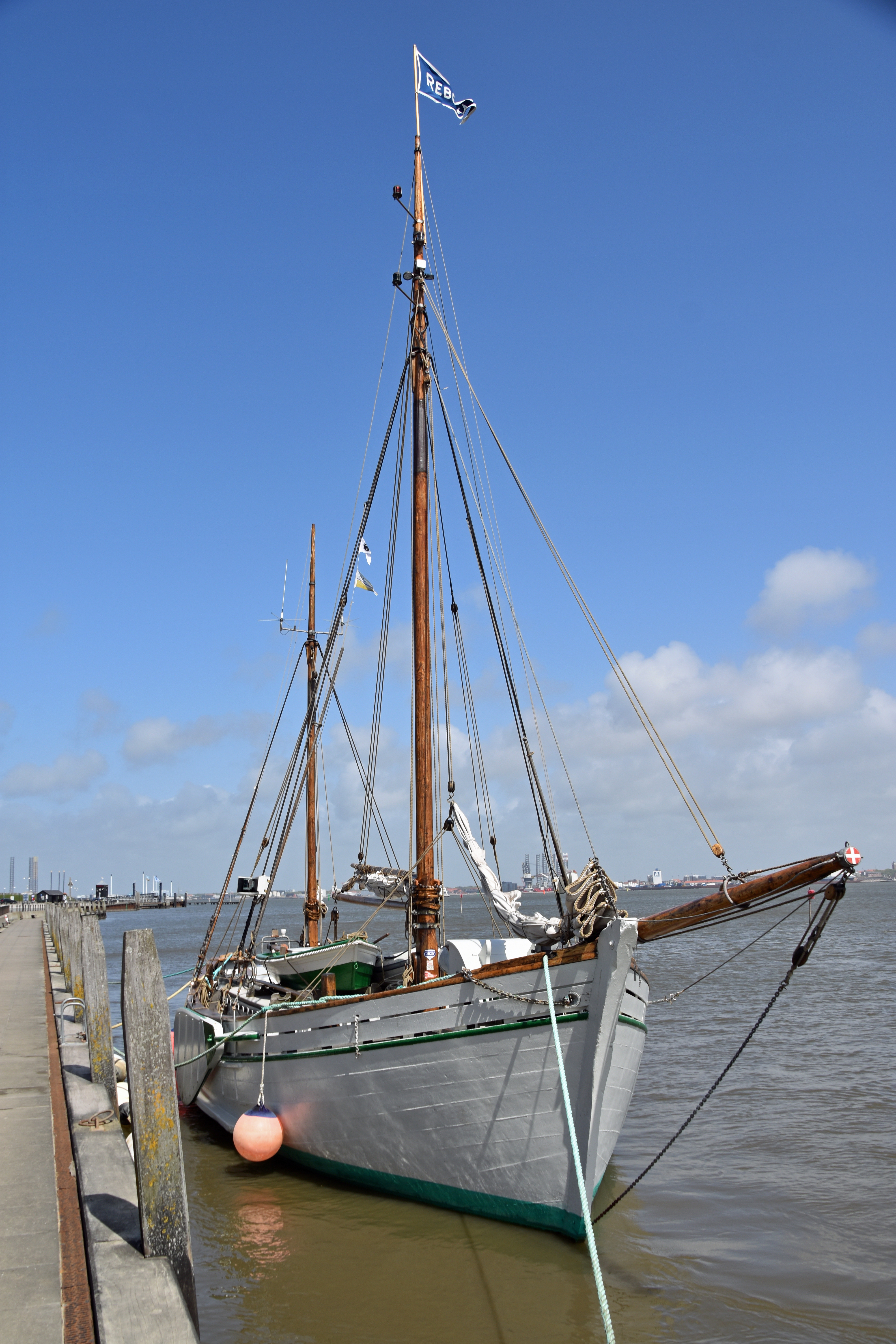
Rebekka af Fanæ i Nordby på Fanø
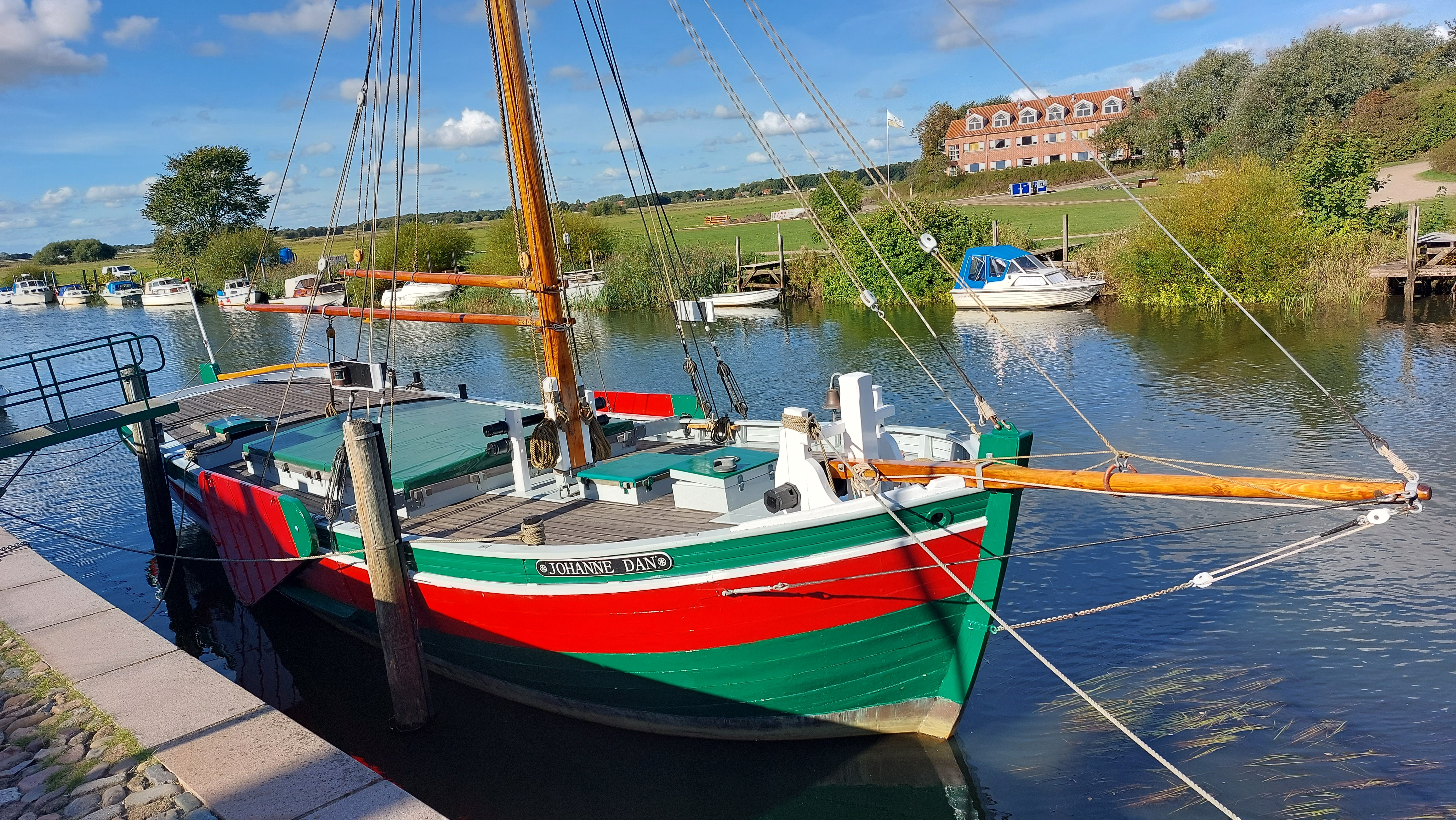
Johanna Dan i Ribe
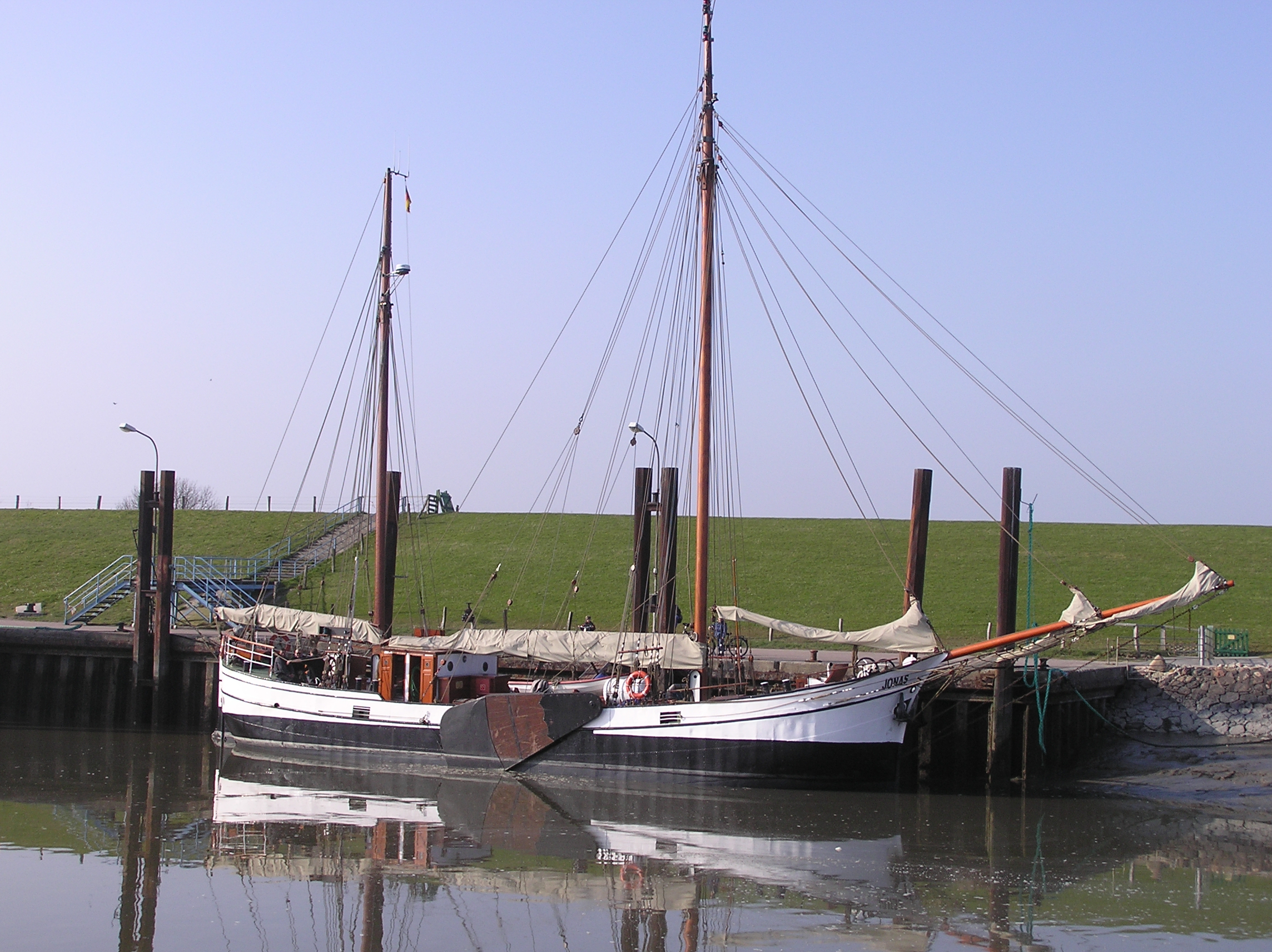
Everten Jonas från Friedrichstadt i Pellworms hamn
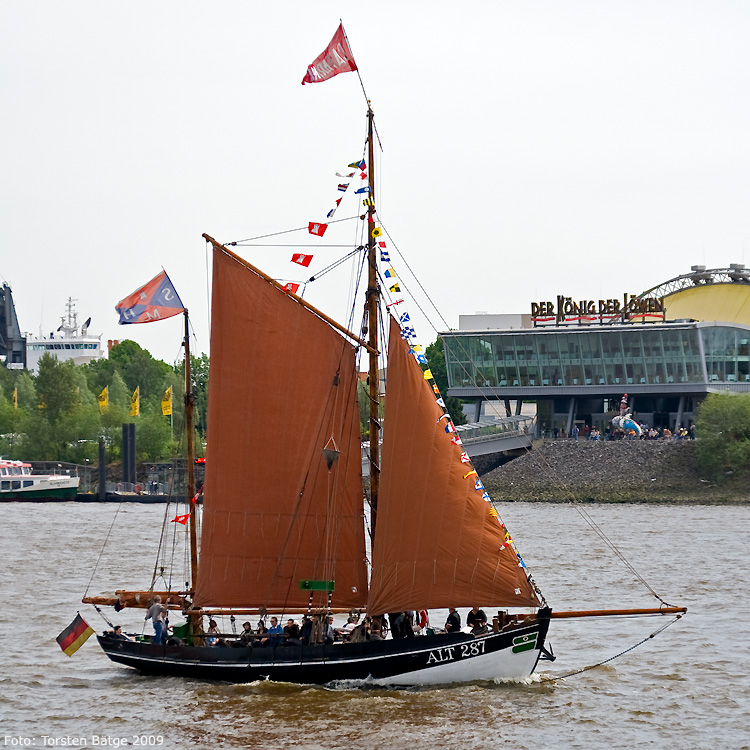
Fiskebåten Catarina från 1889 i Hamburg
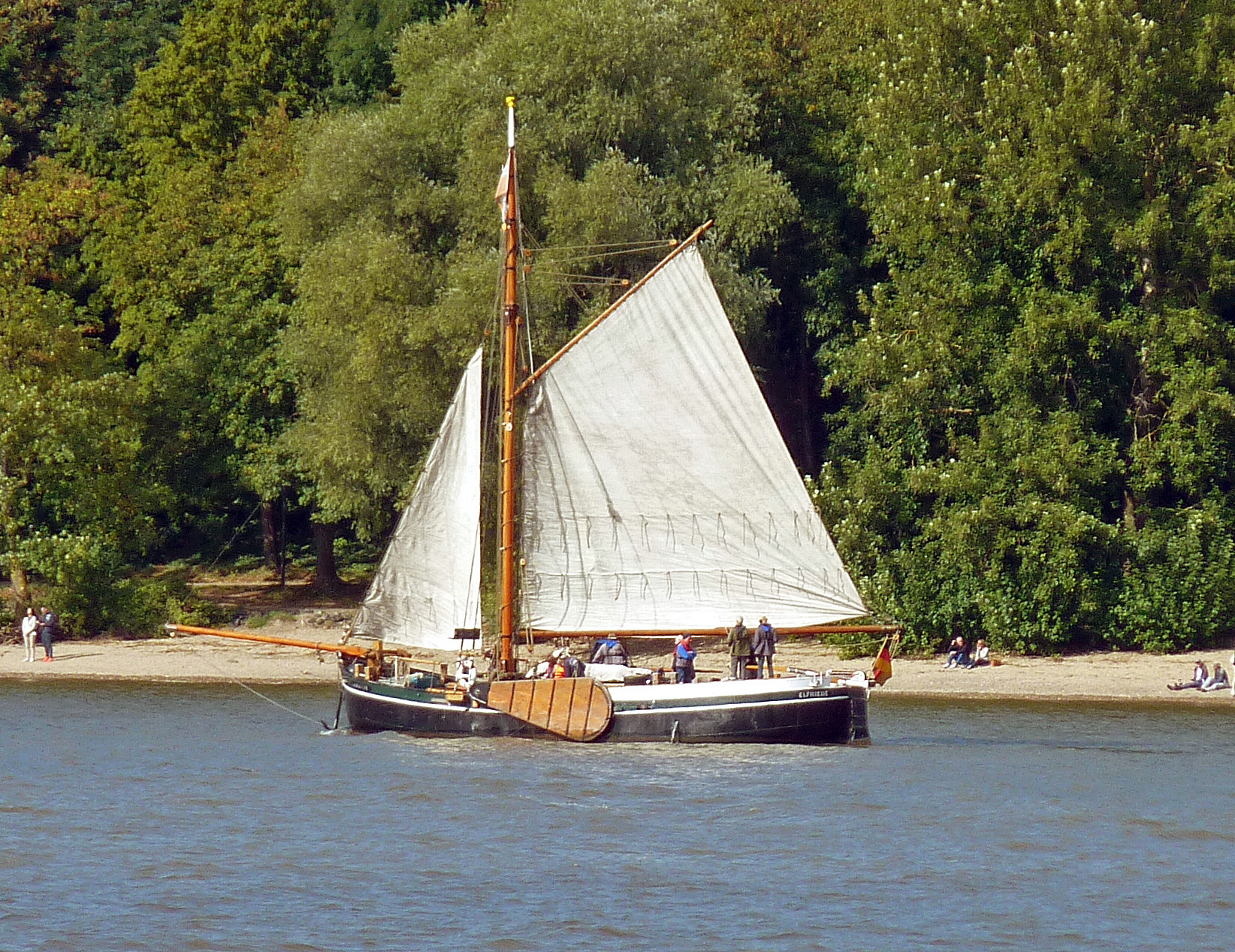
Museifartyget Elfriede från 1904 i Hamburg
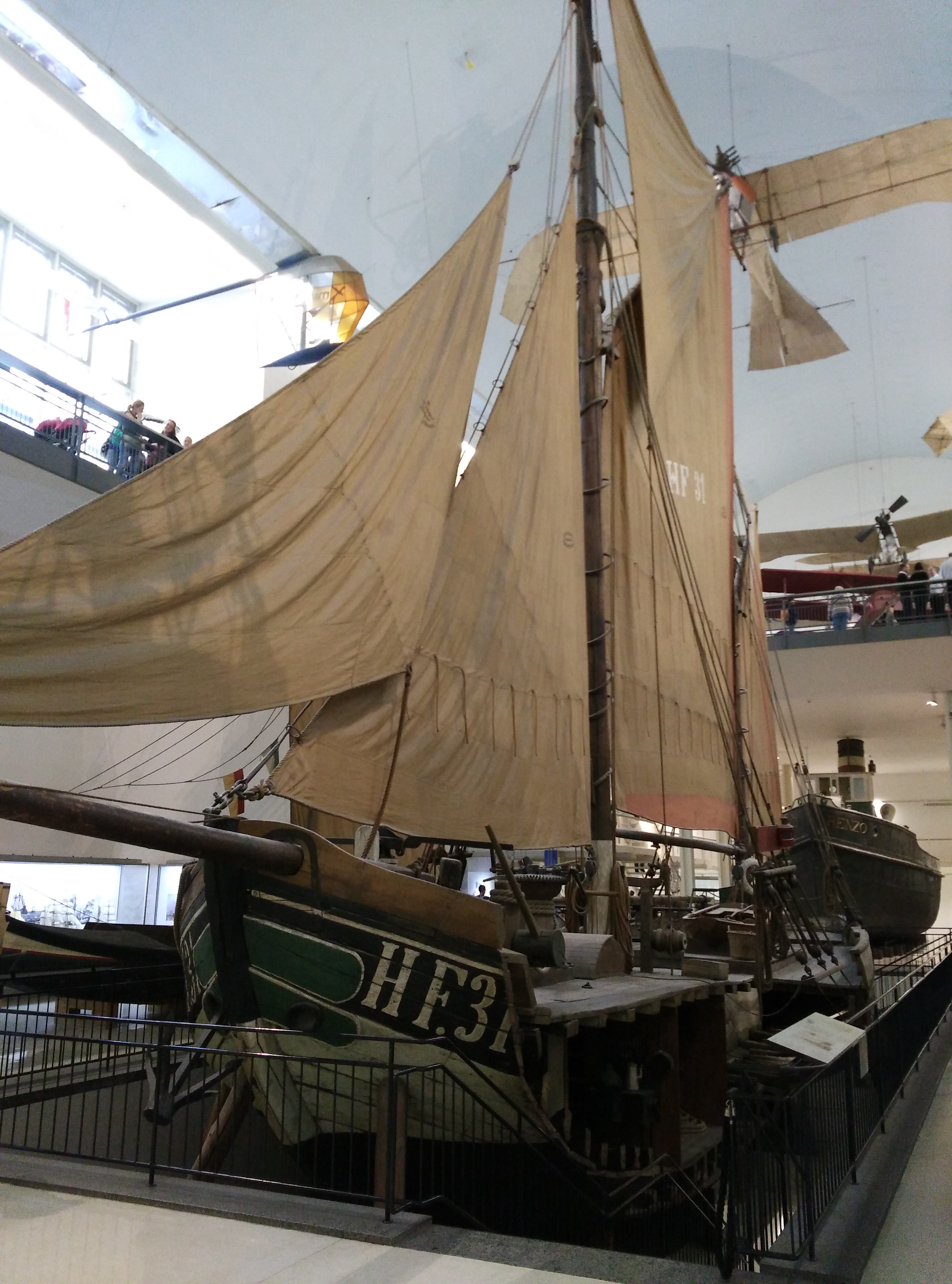
Fiskebåten Maria från 1881 i Deutsches Museum i München